# Bukowina (polana)
Bukowina – polana na grzbiecie łączącym Bukowinę Miejską z Turbaczem w Gorcach. Jest tutaj ciąg kilku widokowych polan, kolejno od Bukowiny Miejskiej do Turbacza są to: polana Bukowina, Polana Grajcarowa, Polana Rusnakowa, polana Świderowa i Długie Młaki.
Polana Bukowina ma wydłużony kształt i zajmuje niemal płaski odcinek grzbietu. Znajduje się poza obszarem Gorczańskiego Parku Narodowego. Dawniej była tutaj hala pasterska. Obecnie polana już nie jest wypasana, stopniowo zarasta drzewami, a dawne bacówki zostały przerobione na domki letniskowe. Polaną prowadzi szlak turystyczny na Turbacz. Widoki z polany obejmują wierzchołek Bukowiny Miejskiej, Babią Górę i Pasmo Policy, Turbacz i odchodzący od niego grzbiet Średniego Wierchu.
Polana Bukowina należy do Klikuszowej w województwie małopolskim, w powiecie nowotarskim, w gminie Nowy Targ.

## Szlak turystyczny
– Nowy Targ-Kowaniec – Dziubasówki – Wszołowa – Miejski Wierch – Bukowina Miejska – polana Bukowina – Rusnakowa – Świderowa – Długie Młaki – Turbacz. Odległość 6,3 km, suma podejść 550 m, suma zejść 50 m, czas przejścia 2 godz. 35 min, z powrotem 1 godz. 45 min.